# Lycaena roxane
Lycaena roxane är en fjärilsart som beskrevs av Grum-grshimailo 1887. Lycaena roxane ingår i släktet Lycaena och familjen juvelvingar. Inga underarter finns listade i Catalogue of Life.